# 比斯科奇灣

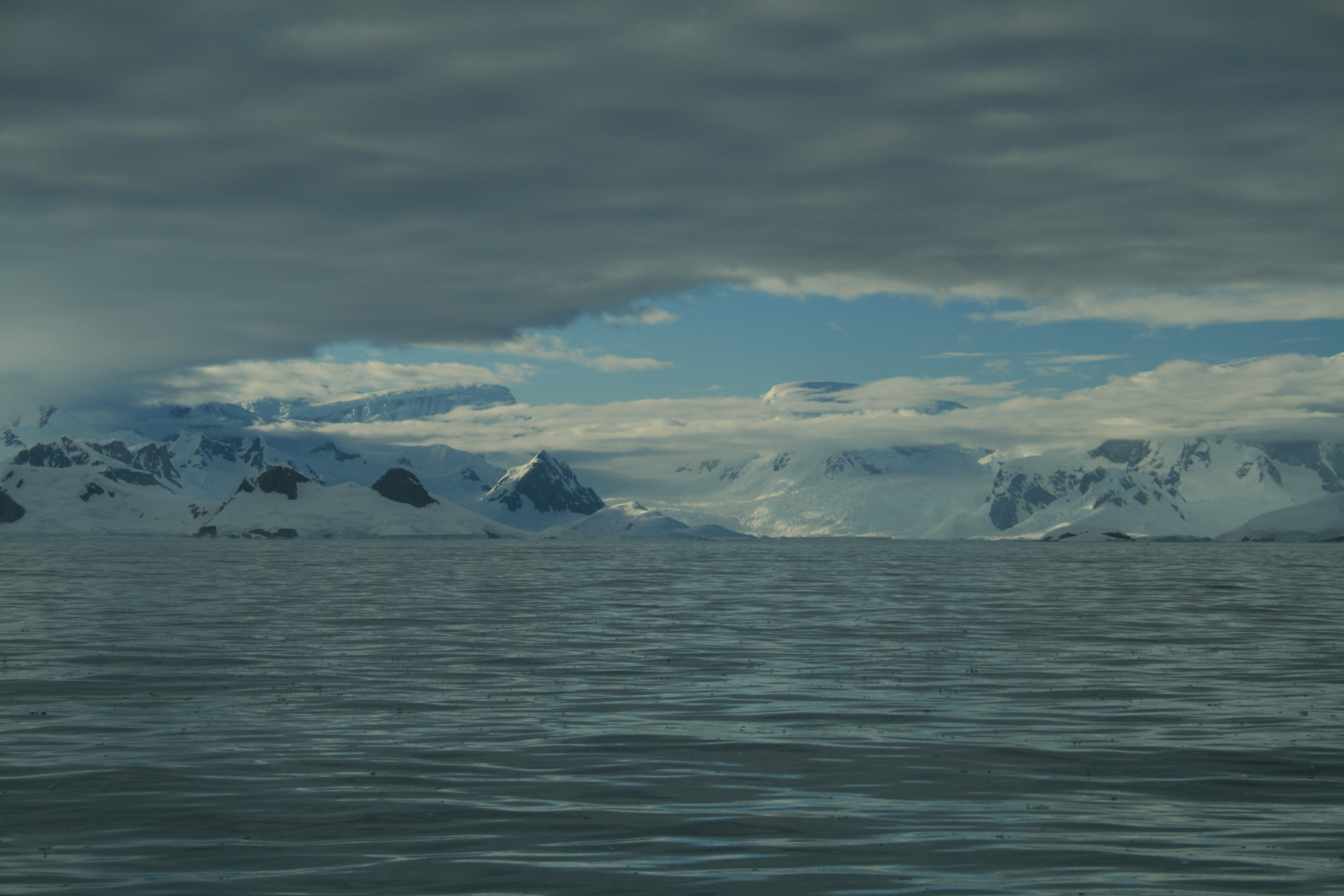

比斯科奇灣（英語：Beascochea Bay）是南極洲的海灣，位於葛拉漢地，處於基輔半島和巴里森半島之間，長19公里、寬9公里，該海灣由比利時探險隊發現，以阿根廷海軍的指揮官命名。

## 外部連結
- SCAR Composite Gazetteer of Antarctica（页面存档备份，存于）.

65°30′S 64°0′W / 65.500°S 64.000°W